# Чаша терпіння
Чаша терпіння (рос. Чаша терпения) — радянський художній фільм 1989 року, знятий на кіностудії «Мосфільм».

## Сюжет
Мисливствознавець Іван Мєдніков знайомиться з молодою Лізою, яка вже знає, що таке горе. Попри велику різницю у віці вони розуміють, що не зможуть жити одне без одного. Але мафія місцевих «ділків», що розгулялася в заповіднику, завадить щастю Івана…

## У ролях
- Євген Матвєєв — Іван Савелійович Мєдніков, мисливствознавець
- Ольга Остроумова — Єлизавета Андріївна, продавчиня в шашличній
- Юрій Демич — Андрій Володимирович Громов
- Ілля Колдашов — Сергій, син Єлизавети Андріївни
- Федір Одиноков — Дубоносов-старший, інспектор
- Сергій Іванов — Дубоносов-молодший, старший лейтенант міліції
- Наталія Андросик — епізод
- Валентин Брилєєв — Деревянкін, відвідувач шашличної
- Юрій Горобець — Микола Опанасович, начальник
- Олексій Земський — епізод
- Ігор Кашинцев — головний лікар у психіатричній лікарні
- Римма Маркова — Надія Дмитрівна, вчителька
- Георгій Мартиросян — епізод
- Надія Матушкіна — епізод
- Поліна Медведєва — епізод
- Євген Мілаш — епізод
- Ольга Мілаш — епізод
- Олександр Новиков — Валентин
- Олександр Пятков — Банников, відвідувач шашличної
- Федір Смирнов — відвідувач шашличної
- Віктор Щеглов — епізод
- Олександр Толмачов — Васильков

## Знімальна група
- Режисер — Євген Матвєєв
- Сценарист — Сергій Марков
- Оператор — Віктор Шестопьоров
- Композитор — Євген Птичкін
- Художник — Стален Волков